# Aristot
Aristot (Arestothe) és una entitat de població del terme municipal del Pont de Bar, a la comarca de l'Alt Urgell.
El poble se situa al cim d'un turó que domina la vall del riu Segre. Les cases s'estenen al voltant de l'església parroquial de Sant Andreu, d'estil romànic, que ha estat objecte de diverses restauracions al llarg del temps. Un branc de la carretera N-260 és la seva principal via de comunicació.

## Història
Aristot va tenir un castell que defensava el comtat de Cerdanya vers el vescomtat de Castellbò. Documentat des del segle ix, Arnau I de Castellbò, després d'apoderar-se'n, l'enderrocà l'any 1209. Més tard, el 1229, el cavaller Guillem d'Urtx el reconstrueix. No obstant això, els seus descendents, l'any 1301 decideixen vendre'l, amb la meitat del seu patrimoni, al rei Jaume II de Mallorca.
El 28 de setembre de 1713, a les acaballes de la Guerra de Successió Espanyola, el General Josep Moragues i Mas, Governador de la Fortalesa de Castellciutat, signava la capitulació i lliurava la fortalesa a les tropes borbòniques.
El text de les capitulacions fou recollit per en Francesc de Castellví i Obando a les "Narraciones Históricas".
Fou municipi independent fins a l'any 1970 quan s'agregà a Toloriu, com a precursor de l'actual municipi del Pont de Bar.